# BONDS
『BONDS』（ボンズ）は、日本のロックバンドHawaiian6の3枚目のフルアルバム。2009年11月11日発売。発売元はIKKI NOT DEAD。

## 解説
- フルアルバムとしては『BEGINNINGS』以来約4年3ヵ月ぶりとなる作品。自主レーベルIKKI NOT DEADからの初のフルアルバムのリリースとなる。
- 曲作りは2008年の夏頃から開始。レコーディングは合間にライブも挟みながら休みなしで20日間くらいで行われた。メンバーのYutaは「(本作では)ライヴ感を出したかった。」と述べている[1]。
- アルバムタイトルのBONDSは直訳の絆からきている。BONDSの制作中はメンバーとより話をする機会が多く、これまで無理をしながらも進めてきた制作の苦悩を素直に語れたという。メンバー同士を通り越して一人の人間同士として絆が凄く見えたことや、CDのリリースでライブなどで様々な人達と繋がることができたということから、BONDSというタイトルが起用された[2]。
- アルバムジャケットのイラストデザインは、デビュー・ミニアルバム『FANTASY』から起用されているダイスケ・ホンゴリアンが担当。

## 収録曲
1. Song Of Hate
2. Abyss
3. The Misery
4. Miracles
5. Egoist
6. Revolutions
7. On This Holy Night
8. A Praise Of Human
9. Heartbreaker
10. Blackout
配信シングルとして先行配信された楽曲。PVも制作された。
11. Color Of Love
12. Brand New Daw